# 49448 Макоча
49448 Макоча (49448 Macocha) — астероїд головного поясу, відкритий 21 грудня 1998 року.
Тіссеранів параметр щодо Юпітера — 3,395.